# 一意性制約
一意性制約 （いちいせいせいやく、Unique Constraint）とは、データベースにおいてデータを追加、更新する際の制約の一つで、列あるいは列のグループに含まれるデータが、テーブル内のすべての行で一意（「他に同じデータがない」の意味）であることを要求する。なお、この一意性制約にNOT NULL制約を加えたものが主キー制約であると考えることもできる。

## 構文
テーブル作成の際に、以下のようにSQLステートメントを記述する。
1. 列制約として定義する方法：
```
CREATE TABLE テーブル名 (
    列名1 列1データ型 CONSTRAINT 制約名 UNIQUE,
    列名2 列2データ型
    [・・・,列名n 列nデータ型]
);

```

2. テーブル制約として定義する方法：
```
CREATE TABLE テーブル名 (
    列名1 列1データ型,
    列名2 列2データ型,
    [・・・列名n 列nデータ型,]
    CONSTRAINT 制約名 UNIQUE (列名1)
);

```

3. 列のグループに対して一意性制約を定義する方法： 
```
CREATE TABLE テーブル名 (
    列名1 列1データ型,
    列名2 列2データ型,
    [・・・列名n 列nデータ型,]
    CONSTRAINT 制約名 UNIQUE (列名1,列名2,・・)
);

```

「CONSTRAINT 制約名」の指定は任意である。
ALTER TABLEステートメントを使うこともできる。